# Ausnahmezustand (Roman)
Ausnahmezustand ist ein Roman des indischen Schriftstellers Nirmal Verma. Der Originaltitel रात का रिपोर्टर (rāt kā riportar) wurde 1989 auf Hindi zum ersten Mal veröffentlicht. Die deutsche Übersetzung erschien 2006 beim Draupadi Verlag (Übersetzer: Hannelore Bauhaus-Lötzke und Harald Fischer-Tiné).

## Inhaltsangabe
Die Geschichte spielt in Delhi während des Notstandsregimes Indira Gandhis (1975–1977). Anhänger oppositioneller Parteien und Organisationen werden zu Tausenden verhaftet. Kritik wird durch eine strenge Zensur vermieden. Presse- und Meinungsfreiheit sind außer Kraft gesetzt. In dieser Atmosphäre wird der Journalist Rishi von einem Fremden gewarnt, er stünde unter Beobachtung des Geheimdienstes. Durch dieses Gespräch gerät das Leben des Protagonisten allmählich aus der Bahn. Er fühlt sich von Fremden und anonymen Telefonanrufen verfolgt und befürchtet bald verhaftet zu werden. Der äußere „Ausnahmezustand“ scheint allerdings nur den inneren Gefühlszustand Rishis an die Oberfläche zu bringen: die gescheiterte Ehe mit seiner depressiven Frau, die im Krankenhaus liegt, die Sorge um seine gebrechliche Mutter, sein eintöniges Leben zwischen Zuhause, Recherche in der Bibliothek und dem Krankenhaus. Nach und nach entfremdet sich der Protagonist von seinem Umfeld (Chef, Freunde, seiner Geliebten) und am Ende gar von sich selbst. Die Thematik der Vereinzelung, Entwurzelung und der existentiellen Angst des Individuums sind beispielhaft für die Nayi-Kahani-Bewegung, einer derer Begründer Nirmal Verma in den 50er Jahren war, und erinnert an den französischen Existentialismus der 60er Jahre.